# Liste der Geotope in Niedersachsen
Die Liste der Listen der Geotope in Niedersachsen nennt die Listen der Geotope in Niedersachsen. Eine Geotopdatei wird beim Landesamt für Bergbau, Energie und Geologie geführt.

„Geotope sind erdgeschichtliche Bildungen der unbelebten Natur, die Erkenntnisse über die Entwicklung der Erde und des Lebens vermitteln. Sie umfassen Aufschlüsse von Gesteinen, Böden, Mineralien und Fossilien sowie einzelne Naturschöpfungen und natürliche Landschaftsteile.“

## Liste
| Gebiet                        | Liste                                              |
| ----------------------------- | -------------------------------------------------- |
| Landkreis Ammerland           | Liste der Geotope im Landkreis Ammerland           |
| Landkreis Aurich              | Liste der Geotope im Landkreis Aurich              |
| Braunschweig                  | Liste der Geotope in Braunschweig                  |
| Landkreis Celle               | Liste der Geotope im Landkreis Celle               |
| Landkreis Cloppenburg         | Liste der Geotope im Landkreis Cloppenburg         |
| Landkreis Cuxhaven            | Liste der Geotope im Landkreis Cuxhaven            |
| Delmenhorst                   | [ 2 ]                                              |
| Landkreis Diepholz            | Liste der Geotope im Landkreis Diepholz            |
| Emden                         | [ 2 ]                                              |
| Landkreis Emsland             | Liste der Geotope im Landkreis Emsland             |
| Landkreis Friesland           | Liste der Geotope im Landkreis Friesland           |
| Landkreis Gifhorn             | Liste der Geotope im Landkreis Gifhorn             |
| Landkreis Goslar              | Liste der Geotope im Landkreis Goslar              |
| Landkreis Göttingen           | Liste der Geotope im Landkreis Göttingen           |
| Landkreis Grafschaft Bentheim | Liste der Geotope im Landkreis Grafschaft Bentheim |
| Landkreis Hameln-Pyrmont      | Liste der Geotope im Landkreis Hameln-Pyrmont      |
| Region Hannover               | Liste der Geotope in der Region Hannover           |
| Landkreis Harburg             | Liste der Geotope im Landkreis Harburg             |
| Landkreis Heidekreis          | Liste der Geotope im Landkreis Heidekreis          |
| Landkreis Helmstedt           | Liste der Geotope im Landkreis Helmstedt           |
| Landkreis Hildesheim          | Liste der Geotope im Landkreis Hildesheim          |
| Landkreis Holzminden          | Liste der Geotope im Landkreis Holzminden          |
| Landkreis Leer                | Liste der Geotope im Landkreis Leer                |
| Landkreis Lüchow-Dannenberg   | Liste der Geotope im Landkreis Lüchow-Dannenberg   |
| Landkreis Lüneburg            | Liste der Geotope im Landkreis Lüneburg            |
| Landkreis Nienburg/Weser      | Liste der Geotope im Landkreis Nienburg/Weser      |
| Landkreis Northeim            | Liste der Geotope im Landkreis Northeim            |
| Landkreis Oldenburg           | Liste der Geotope im Landkreis Oldenburg           |
| Oldenburg (Oldb)              | Liste der Geotope in Oldenburg (Oldb)              |
| Landkreis Osnabrück           | Liste der Geotope im Landkreis Osnabrück           |
| Osnabrück                     | Liste der Geotope in Osnabrück                     |
| Landkreis Osterholz           | Liste der Geotope im Landkreis Osterholz           |
| Landkreis Peine               | Liste der Geotope im Landkreis Peine               |
| Landkreis Rotenburg (Wümme)   | Liste der Geotope im Landkreis Rotenburg (Wümme)   |
| Salzgitter                    | Liste der Geotope in Salzgitter                    |
| Landkreis Schaumburg          | Liste der Geotope im Landkreis Schaumburg          |
| Landkreis Stade               | Liste der Geotope im Landkreis Stade               |
| Landkreis Uelzen              | Liste der Geotope im Landkreis Uelzen              |
| Landkreis Vechta              | Liste der Geotope im Landkreis Vechta              |
| Landkreis Verden              | [ 2 ]                                              |
| Landkreis Wesermarsch         | Liste der Geotope im Landkreis Wesermarsch         |
| Wilhelmshaven                 | [ 2 ]                                              |
| Landkreis Wittmund            | Liste der Geotope im Landkreis Wittmund            |
| Landkreis Wolfenbüttel        | Liste der Geotope im Landkreis Wolfenbüttel        |
| Wolfsburg                     | [ 2 ]                                              |

## Anmerkung
Die Angaben der als Quelle genutzte Geotopkarte sind für einige Landkreise deutlich veraltet bzw. unvollständig. Die aktuellere Übersicht auf der Webseite des LBEG enthält dagegen nur Objekte, an denen Führungen anlässlich des Tages des Geotops angekündigt waren.

## Belege und Anmerkungen
1. ↑  Rechtsgrundlage  (pdf; 36.1 kB)
2. 1 2 3 4 5  
kein Geotop verzeichnet